# Judge's Choice
JUDGE’S CHOICE PETFOOD LIMITED（ジャッジズチョイス ペットフード リミテッド）は、EU諸国を中心に世界15ヶ国以上で販売されているイギリスの総合ペットフードメーカーである。

## 略歴
- 1991年 - 現在代表のジェームズ・チェスターが、英国ノーフォーク州で創業。
- 1996年 - イギリス王室御用達として、ロイヤルワラントの紋章をエリザベス2世女王から付与される。
- 2011年 - 日本支社としてJUDGE’S CHOICE PETFOOD LIMITED JAPAN(ジャッジズチョイス リミテッド ジャパン)が設立される。
- 2013年 - プレミアムドッグフード専門ブランド、Royal Dog Food（ロイヤルドッグフード）の販売を開始。